# Cine de Libia

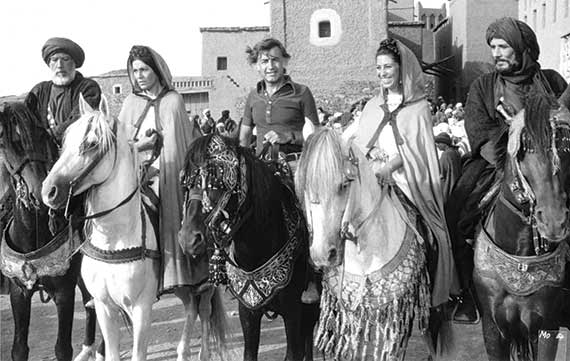
Anthony Quinn, Irene Papas, Moustapha Akkad, Muna Wassef y Abdullah Gaith durante el rodaje de la película libia El mensaje.

El cine de Libia ha tenido una historia desigual. Aunque había poca producción cinematográfica local en la Libia italiana y en el Reino de Libia, el cine se convirtió en una actividad de entretenimiento popular. A partir de 1973, Muammar Gaddafi intentó ejercer control sobre todas las actividades cinematográficas. Aunque alentó a algunos cineastas locales, su obstrucción del consumo de películas extranjeras dio como resultado el cierre de los cines en el país africano. En el marco de la inestabilidad posterior a 2011 en Libia, las esperanzas de un resurgimiento del cine libio parecen lejanas debido principalmente a la falta de infraestructura.

## Historia

### Primeros años
La primera película grabada que se hizo en Libia fue un documental francés de 1910, Les habitants du desert de Lybie. Italia, como potencia colonial, hizo algunos documentales cortos sobre Libia. Las batallas libias durante la Segunda Guerra Mundial fueron cubiertas por los noticieros británicos, alemanes e italianos. Después de la guerra, las compañías petroleras y las agencias internacionales hicieron documentales de manera ocasional. Después de la independencia en 1951, el Reino de Libia hizo algunos cortometrajes sobre Leptis Magna para fomentar el turismo. Sin embargo, Libia era pobre y había relativamente poca producción cinematográfica en el país. En 1959, el Ministerio de Noticias estableció una división cinematográfica, recorriendo el país con documentales y noticiarios, y el Ministerio de Educación y Aprendizaje produjo algunas películas de corte educativo.
A pesar de la relativa falta de producción cinematográfica, el consumo de películas fue extremadamente popular como entretenimiento masivo. La primera sala de cine del país se estableció en 1908, aunque, según informes, fue demolida después de la invasión italiana de Libia en 1911. Los italianos establecieron cines, en su mayoría pero no exclusivamente para el público italiano, en las principales ciudades de Libia. Desde la década de 1940 hasta mediados de la década de 1960, Libia contaba con un gran número de cines: entre 15 y 20 en Trípoli y alrededor de 10 en Bengasi. Entre Los cines de Trípoli se encontraban el Arena Giardino al aire libre y el opulento Royal Cinema, al cual Gaddafi rebautizó como Al-Shaab.

### Administración Gaddafi

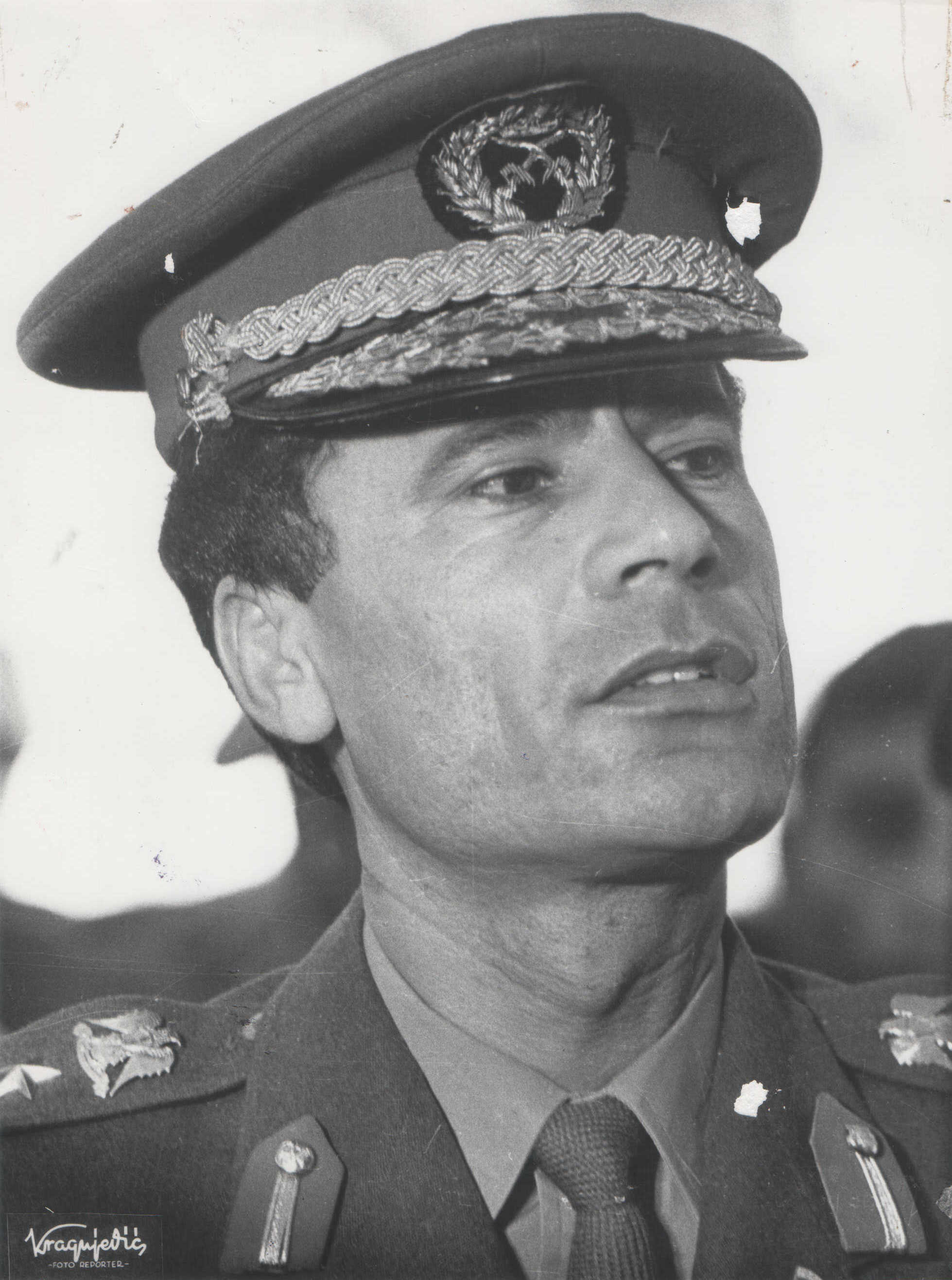
Muamar el Gadafi ejerció el control total sobre la producción cinematográfica en Libia, censurando la gran mayoría de las películas producidas en occidente.

Gaddafi llegó al poder en 1967. Consideraba sospechosas las películas extranjeras, acusándolas de incitar al imperialismo cultural estadounidense. Anteriormente, los únicos largometrajes filmados en Libia habían sido realizados por cineastas extranjeros, películas como A Yank in Libya de Albert Herman (1942) o Sea of Sand de Guy Green (1958). El primer largometraje de Libia, When Fate Hardens, cinta en blanco y negro dirigida por Abdella Zarok, fue estrenada en 1972. En 1973 se fundó el Consejo General de Cine con el fin de tomar el control de la cinematografía Libia. Las películas extranjeras se doblaron al árabe y debían cumplir con la política cultural del gobierno, una mezcla de ley religiosa y nacionalismo. La mayoría de las películas caseras eran documentales y el realismo social se promovió como un ideal para las películas de ficción. El Consejo General de Cine siguió funcionando hasta 2010 y realizó documentales y cortometrajes, apoyando además a grabar los pocos largometrajes que se realizaron en los años 1970 y 1980.
Gaddafi ejerció el control personal directo sobre la producción cinematográfica. Por ejemplo, censuró el lanzamiento de una película de Kasem Hwel, Searching for Layla al-'Amiriya. Gaddafi estableció una compañía de producción para hacer películas egipcias. A mediados de la década de 1970, el gobierno tomó cada vez más el control directo de todos los cines, bloqueando la importación de películas, lo que ocasionó el cierre de una gran cantidad de salas.
Junto con Kuwait y Marruecos, el gobierno de Gadafi patrocinó el controvertido relato fílmico de Moustapha Akkad de 1976 sobre el nacimiento del Islam, El Mensaje. Sin embargo, muchos países árabes se negaron a proyectar la película y hubo algunos problemas de violencia relacionados con este hecho. El León del desierto de Akkad (1981), financiada por el gobierno de Gadafi, fue una película de acción histórica que retrata la resistencia del líder beduino Omar Mukhtar contra la colonización italiana de Libia. La cinta fue censurada en Italia hasta 2009.
En 2009 se anunció que el hijo de Muamar el Gaddafi, Al-Saadi el Gadafi, estaba financiando una productora de capital privado involucrada en el financiamiento de películas de Hollywood como The Experiment (2010) y Isolation (2011). Entre el 2009 y el 2010, las empresas extranjeras acordaron restaurar y reabrir cines y teatros libios. Sin embargo, la revolución de 2011 hizo que este trabajo se detuviera y gran parte del equipo fue robado.

### El cine libio desde 2011
Después de la caída de Gaddafi, hubo un deseo generalizado de que la industria del cine libio se reafirmara. Sin embargo, el resurgimiento del cine se ha visto obstaculizado por la lucha y las objeciones islamistas. Los jóvenes cineastas libios comenzaron a hacer cortometrajes, con el apoyo del Concilio Británico y el Instituto Documental Escocés. Los festivales de cine en Trípoli y Bengasi lograron cierta popularidad, pero fueron atacados por militantes islamistas. En 2013 se estableció discretamente un club de cine en el sótano de una galería de arte de Trípoli. Para el año 2015 solo quedaba una sala de cine en Trípoli, un lugar solo para hombres que presenta películas de acción a las milicias que controlan la ciudad.
En diciembre de 2017, el Erato Festival, un evento de cine con temática relacionada con los derechos humanos, fue lanzado en Trípoli. El festival debutó con el documental Jasmine de Almohannad Kalthoum.

## Películas destacadas
- Al Tariq de Yousef Shaaban Mohammed (1975)
- El mensaje de Moustapha Akkad (1976)
- Pustinjska lajda de Petar Lalovic (1976)
- Ayna Tukhabi'un al-Shams? de Abdallah Al-Mubahi (1977)
- El león del desierto de Moustapha Akkad (1980)
- Ma'rakat Taqraft de varios directores (1981)
- Sharing de Salah Ghwedr (2004)
- The Last Jews of Libya de Vivienne Roumani (2007)
- Ziu de Bassem Breish (2013)
- Tripoli Stories: The Runner de Mohannad Eissa (2014)
- One King Card de Muhannad Lamin (2017)
- Sabeel de Sufian Arara (2018)